# Promicrogaster sterope
Promicrogaster sterope är en stekelart som beskrevs av Nixon 1965. Promicrogaster sterope ingår i släktet Promicrogaster och familjen bracksteklar. Inga underarter finns listade i Catalogue of Life.